# Not obtain+1
not obtain+1 es un álbum de estudio de la banda japonesa 12012 lanzado el 1 de febrero de 2006. Ese mismo día se realizó el lanzamiento del álbum "PLAY DOLLs" en dos versiones diferentes.
Alcanzó el número # 111 en el ranking del Oricon Albums Weekly Chart.

## Lista de canciones
| (CD)  |                                                              |          |  |
| N.º   | Título                                                       | Duración |  |
| 1.    | «incur . . .»                                                | 5:05     |  |
| 2.    | «Shonen to Orchestra» (少年とオーケストラ)                   | 4:41     |  |
| 3.    | «Suiso no Naka no Kanojo» (水槽の中の彼女)                   | 4:34     |  |
| 4.    | «newspaper»                                                  | 4:49     |  |
| 5.    | «Ray -Hidarimawari no Kaichudokei-» (Ray ~左回りの懐中時計~) | 5:22     |  |
| 6.    | «vomit»                                                      | 3:30     |  |
| 7.    | «swallow»                                                    | 4:37     |  |
| 8.    | «SICK»                                                       | 4:45     |  |
| 9.    | «Knife» (ナイフ)                                             | 4:13     |  |
| 10.   | «shower»                                                     | 5:07     |  |
| 46:43 |                                                              |          |  |